# Stjördalsälven

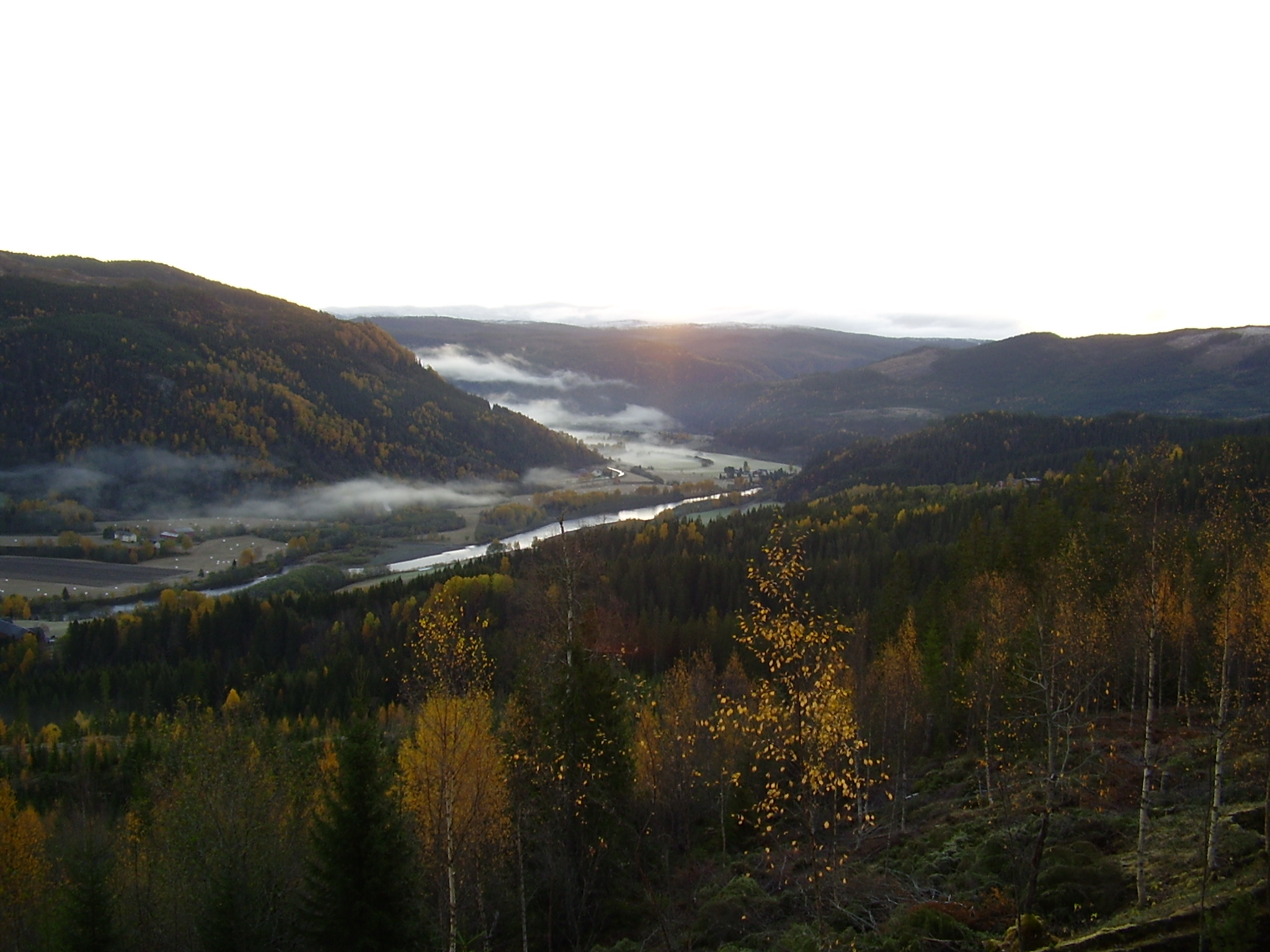
Stjördalsälven går genom den norska Tröndelagen, från gränsfjällen i Meråker ned mot Stjørdal vid Trondheimsfjorden

Stjördalsälven, på norska Stjørdalselva är en 50 km lång älv i Nord-Trøndelag fylke i mellersta Norge som sträcker sig från norsk-svenska gränsen i Meråker kommun till Trondheimsfjorden i Stjørdal kommun vid Trondheim flygplats, Værnes.
Stjördalsälven är känd för sitt laxfiske som har långa traditioner.